# Brustwarzenpiercing
Das Brustwarzenpiercing ist ein durch die Brustwarze bzw. den Warzenhof gestochenes Piercing, das sowohl von Frauen als auch von Männern getragen werden kann. Es wird meist horizontal oder vertikal gestochen, kann jedoch beliebig angeordnet werden. Prinzipiell ist es auch möglich, mehrere Piercings übereinander zu stechen; diese sind dann meist orthogonal angeordnet.
Als Hauptmotiv für ein Brustwarzenpiercing wird häufig der ästhetische Reiz genannt, darüber hinaus führt das Piercing oft zu einer Empfindlichkeitssteigerung und kann der Stimulation dienen. Das Brustwarzenpiercing findet sich in verschiedenen Kulturkreisen. Die Nachfrage nach dem Piercing ist in den 2000er und 2010er Jahren angestiegen.

## Geschichte

### Historische Entwicklung

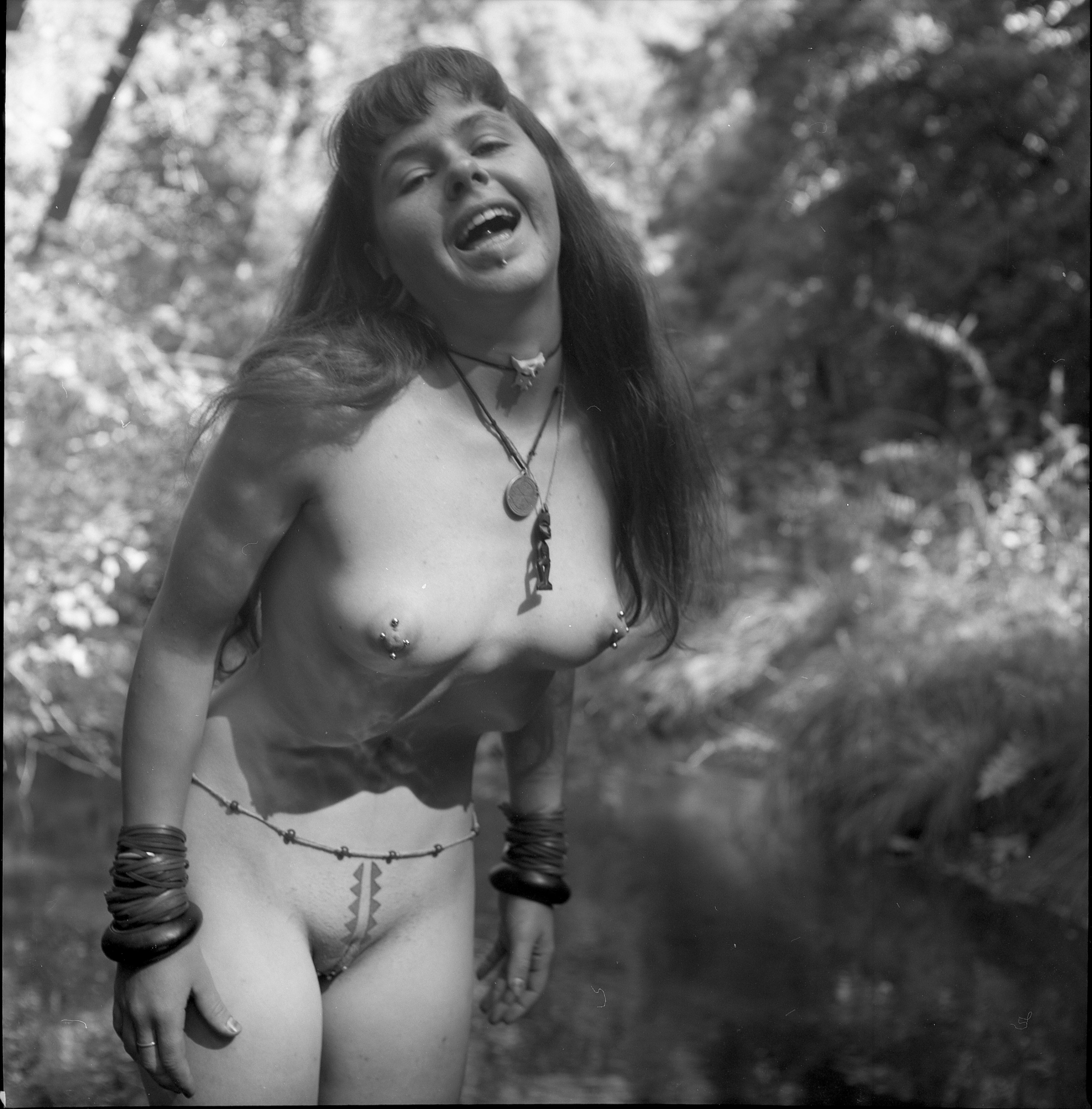
Frau der Modern Primitive Subkultur in einem Wald in Kalifornien, 1993

Brustwarzenpiercings sollen sich schon bei den Männern des Karankawa-Stammes (am Golf von Mexiko) sowie bei den Frauen der Kabylen, eines Berberstamms im Norden Algeriens, finden.
Die frühesten europäischen Berichte über das Durchstechen der Brustwarzen zum Anbringen von Schmuck gehen auf die Mitte des 14. Jahrhunderts zurück. Zu dieser Zeit fanden Kleider mit sehr tiefem Dekolleté bei adligen Frauen Verbreitung, die zunehmend die Brust bis hin zu den Brustwarzen entblößten. Bald darauf soll eine Mode, begründet von Prinzessin Elisabeth von Bayern (Isabeau), bei der die freiliegenden Brustwarzen mit Diamantringen oder goldenen Ketten geschmückt wurden, entstanden sein.
Einige Jahrhunderte später, in der viktorianischen Epoche um 1890, kamen in Paris und London sogenannte Anneaux de Seins in Mode – an einem Piercing befestigter Brustschmuck. Dieser war in der Regel recht kostbar und erlangte seine Verbreitung wiederum primär in der Oberschicht. Allerdings gibt es für all diese Berichte keine belastbaren historischen Beweise.
In den 1970er Jahren wurde das Piercing durch das Gauntlet in Los Angeles, ein Studio und Szenetreffpunkt, sowie das Magazin PFIQ wieder bekannt, allerdings vorerst nur in der Piercingszene. Zur weiteren Verbreitung trug in den 1980er und 1990er Jahren die sogenannte Modern-Primitive-Bewegung bei, die im Rahmen der Jugend- und Alternativkultur kulturelle Elemente indigener Völker übernahm, die lange Zeit in der westlichen Welt als „primitiv“ galten.

### Gegenwart

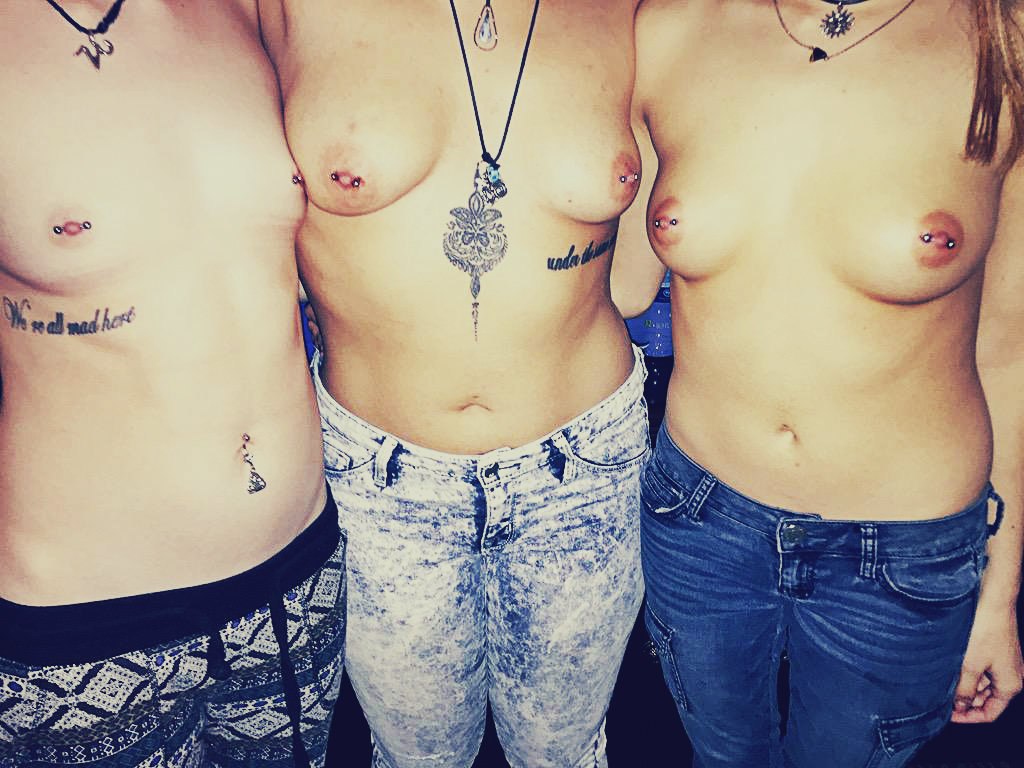
Verschiedene Frauen mit Brustwarzenpiercings

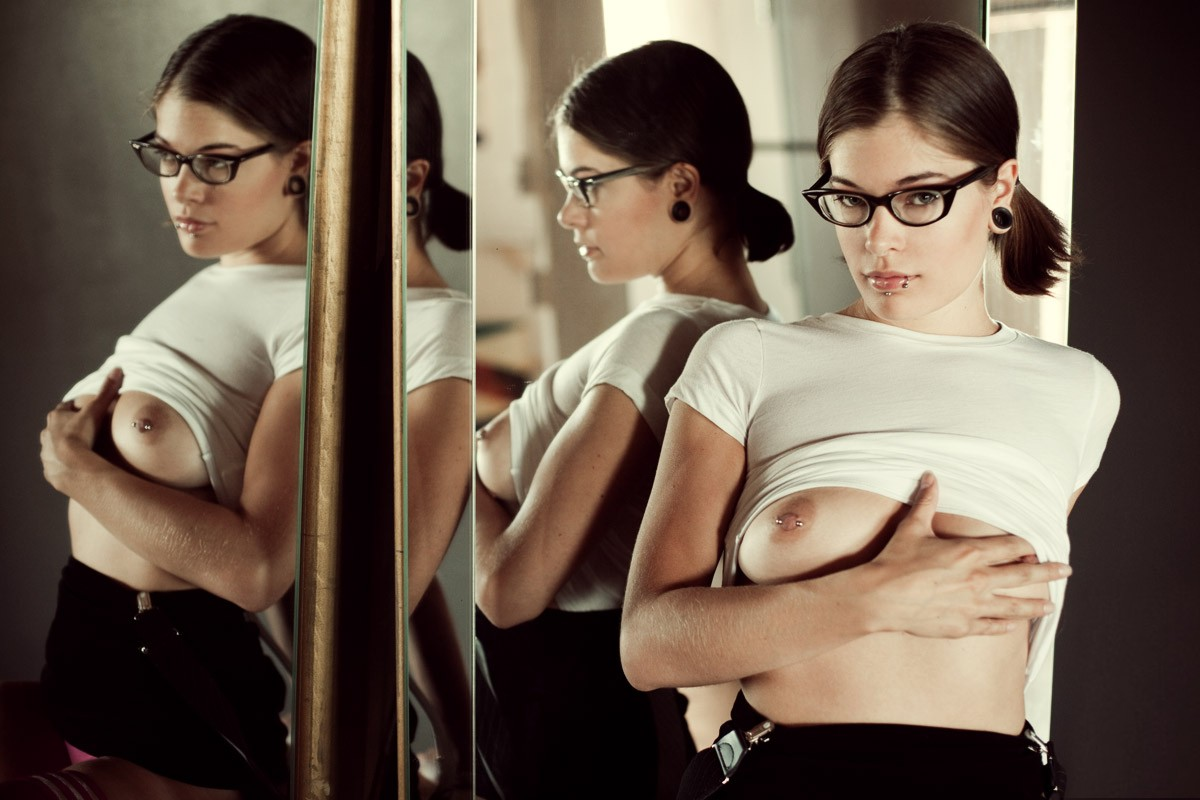
Frau mit Brustwarzenpiercing

Der jetzige Trend ist relativ jung und besteht erst seit einigen Jahren. Die heutige Popularität und die Präsenz in den Medien wurden unter anderem durch zahlreiche Stars und Prominente wie beispielsweise Lenny Kravitz oder Tommy Lee befördert, die in den späten 1990er Jahren erstmals eine breite Öffentlichkeit mit dem Piercing in Kontakt brachten. Janet Jackson trug ein Nipple Shield, als ihre Brust beim Superbowl 2004 von Justin Timberlake entblößt wurde. Der Vorfall wurde später kontrovers unter dem Namen Nipplegate-Skandal diskutiert. Jackson trug damit maßgeblich zur Popularisierung des Piercings in den Vereinigten Staaten bei. Nicole Richie, Schauspielerin und Adoptivtochter von Lionel Richie, löste mit ihrem Brustwarzenpiercing am Flughafen von Reno (Nevada) bei einem Sicherheitscheck einen Alarm aus, worauf sie den Sicherheitsbeamtinnen in einem separaten Raum ihre Piercings zeigen musste. Britney Spears, selbst Trägerin eines Brustwarzenpiercings, überredete einen Großteil ihrer Crew im Rahmen einer Valentinstagsparty, sich ein Piercing durch die Brustwarze stechen zu lassen. Rihanna und Cassie, Sängerinnen des Genres Contemporary R&B, ließen sich 2008 kurz hintereinander Brustwarzenpiercings stechen. Jennifer Bongardt, deutsche Kanutin, trug bei einem Playboy-Fotoshooting im Jahr 2007 auf beiden Seiten Brustwarzenpiercings. Weitere weibliche Prominente mit Brustwarzenpiercings sind Agyness Deyn, Freja Beha Erichsen, Kylie Jenner, Rooney Mara, Candice Swanepoel und Kristen Stewart. Unter den Männern tragen beispielsweise Neil Patrick Harris, Lenny Kravitz und Tim Roth ein Brustwarzenpiercing (siehe auch: Portal:Body Modification/Prominente mit Piercings).
Einer Studie aus dem Jahr 2002 zufolge hatten fünf Prozent der undergraduate-Studentinnen in den USA ein Brustwarzenpiercing, mit steigender Tendenz.

„In den USA gehört das Piercing an der Brustwarze zu den meistgefragtesten Kundenwünschen.“

Eine Umfrage im Jahr 2005 unter einer repräsentativen Stichprobe der Gesamtbevölkerung in Großbritannien kam zu dem Ergebnis, dass Brustwarzenpiercings weiter verbreitet sind als Labret- oder Augenbrauenpiercings, bei Männern stellt es sogar das am häufigsten gestochene Piercing dar. Auch waren zunehmend Brustwarzenpiercings bei Models im Rahmen von Modenschauen zu sehen.

## Durchführung
Wie auch bei anderen Piercings wird zunächst die zu durchstechende Hautpartie desinfiziert. Anschließend werden Ein- und Ausstichstelle markiert, mit einer Piercing-Klemme fixiert und einer speziellen Nadel durchstochen.

### Schmerzen beim Stechen

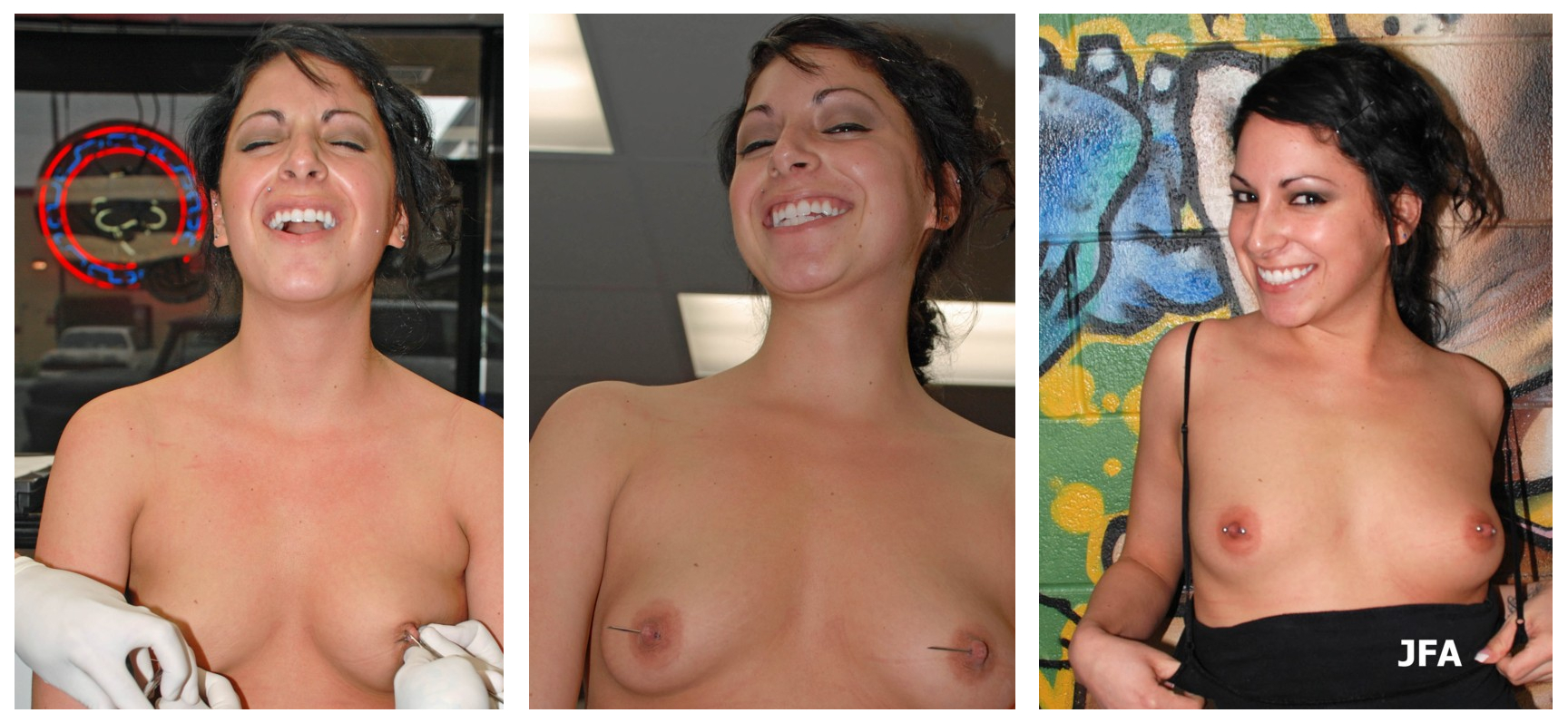
Durchführung eines Brustwarzenpiercings: Fixieren der zu piercenden Stelle, Durchstechen mit einer Hohlnadel, Anbringen des Schmucks (von links nach rechts)

Wie auch bei anderen Körperstellen ist das Stechen des Piercings in der Regel mit einem kurzen aber intensiven Schmerzreiz verbunden, welcher Sekunden später abschwillt. Nach dem Stechen sollte das Piercing bei korrekter Durchführung nicht mehr schmerzen, wobei für zirka eine Woche eine erhöhte Sensitivität vorliegt. Es existieren allgemein große Unterschiede im Schmerzempfinden zwischen Personen, wobei die individuelle Empfindlichkeit der Brustwarze gegenüber Berührung und Stimulation nicht notwendigerweise im Verhältnis zum Schmerz beim Stechen steht, da Berührung und Schmerz durch unterschiedliche Nervenrezeptoren vermittelt werden (siehe auch Abschnitt zum Thema im Hauptartikel Piercing). Im Vergleich zu anderen Piercings liegt die Schmerzhaftigkeit im mittleren Bereich, wobei allgemein einige Piercings mehr, andere jedoch als weniger schmerzhaft empfunden werden.

### Heilung
Da das Gewebe an der Stelle gut durchblutet ist,  heilt das Piercing im Vergleich zu einigen anderen Piercing schnell und unkompliziert. Die Heilung dauert etwa ein bis sechs Monate (im Regelfall vier bis sechs Wochen). Bei einem neu gestochenen Piercing sollte keine enge Kleidung getragen und der Ring bis zur vollständigen Abheilung nicht ausgewechselt werden, um Reibung zu vermeiden und das Gewebe nicht zusätzlich zu belasten. Ausreichend Schlaf, gesunde Ernährung und das Vermeiden von Stress können die Heilung beschleunigen.
Es ist auch empfohlen, auf Ringe als Erstschmuck zu verzichten, da sich diese naturgemäß immer im Stichkanal drehen bzw. bewegen. Der sich bildende feste Schorf an den Eintritts- bzw. Austrittstellen erschwert ebenso den Heilungsprozess. Salben wie Vaseline oder Bepanthen mit einem genügend großen Pflaster darüber beugen der Verkrustung vor. Um einer Reizung vorzubeugen, hat sich das Setzen eines PTFE-Barbell mit Kugeln an beiden Enden bewährt. So bleibt die mechanische Belastung auf ein Minimum begrenzt.

### Schmuck

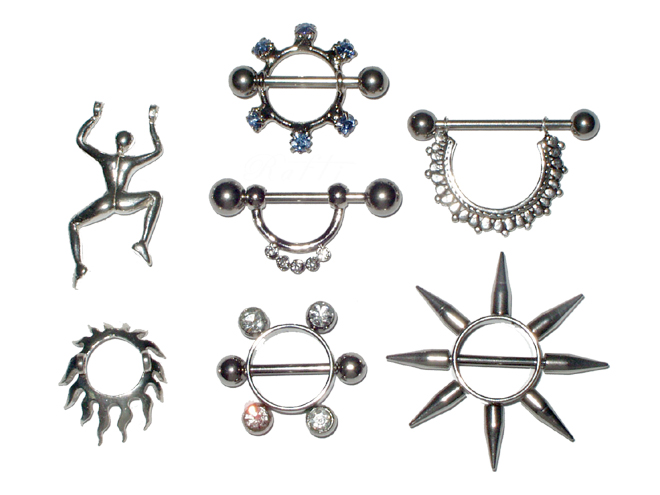
Verschiedene Nipple-Shields

Zum Einsatz wird meist ein Barbell oder Ball Closure Ring verwendet. Der Schmuck sollte eine Materialstärke von mindestens 1,6 Millimetern aufweisen, um ein Auswachsen zu vermeiden. Ringe mit einem Durchmesser unter einem Zentimeter üben durch ihre große Krümmung einen starken mechanischen Reiz aus und verursachen dadurch ein erhöhtes Entzündungsrisiko.
Zur zusätzlichen Dekoration werden häufig runde, mit dem Piercing fixierte Ornamente, sogenannte Nippleshields, getragen. Von dem französischen Modedesigner Thierry Mugler wurde ein Haute-Couture-Kleid entworfen, dessen Träger nicht über die Schultern verliefen, sondern an Ball-Closure-Ringen befestigt waren.
Wie viele andere Piercings kann auch das Brustwarzenpiercing gedehnt und Schmuck mit größerem Durchmesser eingesetzt werden.

## Brustwarzenpiercings beim Stillen
Trotz der Befürchtung vieler Frauen, mit einem Brustwarzenpiercing keinen Säugling mehr stillen zu können, treten dabei in der Regel keine Komplikationen auf.
Es wird jedoch empfohlen, das Piercing gut zu pflegen und zu reinigen, um Infektionen zu vermeiden.
Während des Stillens sollte der Schmuck unbedingt herausgenommen werden, um das Verschlucken und eine mögliche Erstickungsgefahr zu vermeiden und dem Säugling das Nuckeln zu erleichtern.
Zu häufig nachgestochene Piercings können die Brustwarze schädigen und Komplikationen hervorrufen.
Viele Piercer raten generell vom Stechen während der Schwangerschaft ab, weil ein Piercing unnötigen Stress für den Körper bedeutet, der wiederum Komplikationen während der Schwangerschaft hervorrufen kann.

## Brustwarzenpiercings bei Schlupfwarzen

Korrektur von Schlupfwarzen durch ein Brustwarzenpiercing

Mit dem Begriff Schlupfwarzen werden Brustwarzen bezeichnet, die nach innen gerichtet sind. Dies kann beim Stillen Probleme verursachen oder auch als ästhetisches Problem angesehen werden. Brustwarzenpiercings können zur Korrektur von Schlupfwarzen angebracht werden.

## Brustwarzenpiercings und Silikonimplantate
Bei einem Brustwarzenpiercing kommt es in der Regel nicht zu einer Beeinträchtigung eines Silikonimplantates. Es wird jedoch bei einer Entfernung der Implantate – wie bei anderen Operationen auch – vorgeschrieben, die Piercings zuvor herauszunehmen.

## Risiken
Beim Piercen der Brustwarze sind dieselben Vorkehrungen zu treffen wie bei den meisten anderen Piercings auch. Werden diese eingehalten, was in professionellen Studios meist der Fall ist, sind die Risiken verhältnismäßig gering. Unter unzureichenden hygienischen Voraussetzungen kann es in seltenen Fällen zu einer Mastitis kommen. Bei der Behandlung dieser bakteriellen Brustentzündung wird das Piercing in der Regel entfernt und Antibiotika verabreicht.
Ebenso kann mangelnde Hygiene während der Heilperiode zu Brustabszessen führen.

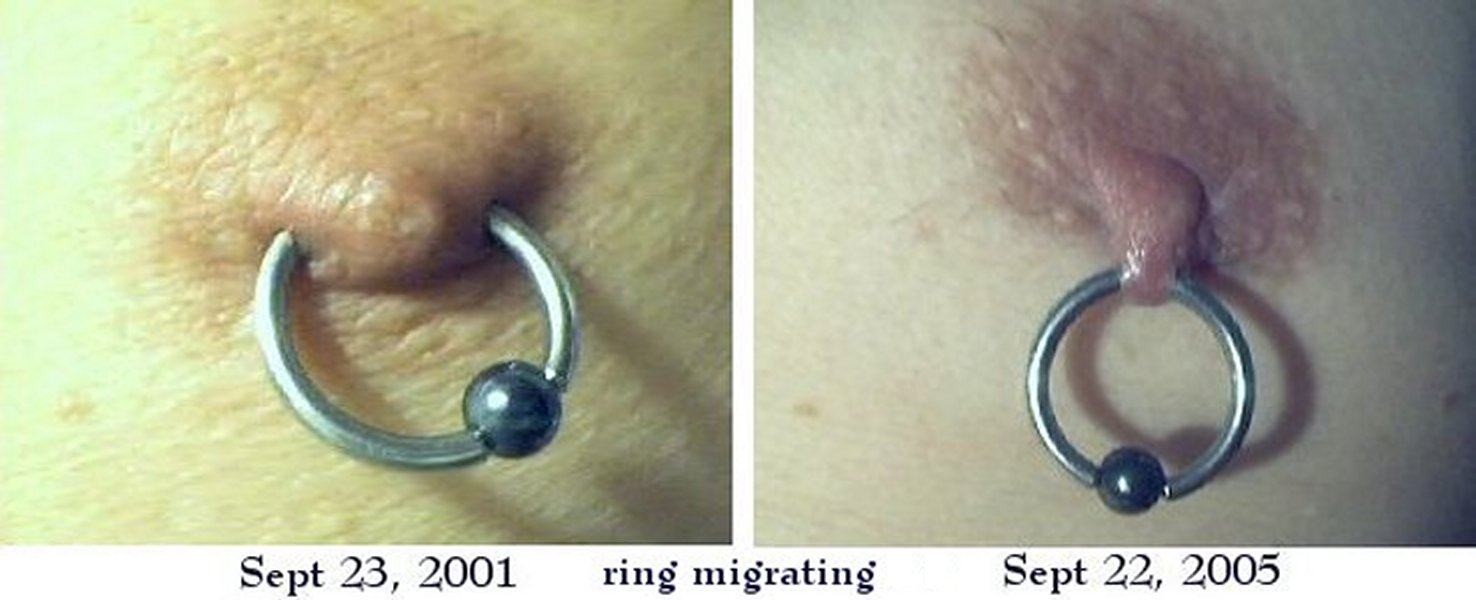
Herauswachsendes Brustwarzenpiercing

Bei zu dünnem Schmuckmaterial oder nicht ausreichend tief gestochenem Stichkanal kann das Piercing aus der Brustwarze herauswachsen und dabei bleibende Narben hinterlassen.
Größerer Schmuck kann sich unter Umständen durch die Kleidung abzeichnen, weswegen aus modischen und erotischen Gründen gerne enge Kleidung getragen wird, um diesen Effekt zu betonen. Zur Vermeidung wird dagegen Schmuck mit kleineren Kugelstärken gewählt. Bei unter Sechzehnjährigen sollte die Einwilligung der Erziehungsberechtigten vorliegen.